# 莫洛季利夫
48°41′0″N 24°51′33″E / 48.68333°N 24.85917°E
莫洛季利夫（烏克蘭語：Молодилів），是烏克蘭的村落，位於該國西部伊萬諾-弗蘭科夫斯克州，由科洛梅亞區負責管轄，面積3.59平方公里，2001年人口353，人口密度每平方公里98.4人。